# 泳げ鯉のぼり相模川
泳げ鯉のぼり相模川（およげこいのぼりさがみがわ）は、神奈川県相模原市の祭り。
2020年02月08日実行委員会議にて運営終了。昨年度の2019年が最後となった。

## 概要
1988年（昭和63年）から開催され続けている、相模原の代表的な祭り。相模川の両岸に4本のワイヤーを渡し、約1,000匹の鯉のぼりを泳がせる。
2020年02月08日実行委員会議にて運営終了。昨年度の2019年が最後となった。

## 目的
相模川の自然、子供たちの成長、人と人とのコミュニケーション、さらには相模川を共有する全ての人々による新たな文化の創造に寄与することがイベントの目的。

## アクセス
公共交通機関
- JR横浜線「相模原駅」から「水郷田名」行きバス終点下車徒歩7分
- JR横浜線・相模線、京王相模原線「橋本駅」から「田名バスターミナル」行きバス終点下車徒歩15分
- JR横浜線「淵野辺駅」またはJR相模線「上溝駅」から「田名バスターミナル」行き終点下車徒歩15分

自動車
- さがみ縦貫道（圏央道）「相模原IC」から県道511号経由（通常20分）
- さがみ縦貫道（圏央道）「相模原愛川IC」から国道129号経由（通常20分）
- 国道16号「相模原駅入口」交差点から県道503号→県道54号→県道63号（通常15分）